# The Bold and the Beautiful
The Bold and the Beautiful también conocida como B&B o como Belleza y poder, es una telenovela estadounidense de género romance y suspenso que comenzó sus transmisiones el 23 de marzo de 1987 por medio de la cadena CBS. 
La serie fue creada por William J. Bell y Lee Phillip Bell y es la serie hermana de The Young and the Restless estrenada en 1987, con varios personajes de ambas habiendo aparecido en las dos series desde principios de 1990.
La telenovela está situada en Los Ángeles, California y sigue a la familia Forrester y su negocio de modas "Forrester Creations".
Desde su estreno la serie se ha convertido en una de las telenovelas más populares en el mundo.
En marzo de 2017 la telenovela celebró su trigésimo aniversario.

## Historia
La saga sigue a dos familias: los Forrester, una familia rica y a los Logan, una familia con poco dinero y cómo sus amoríos, relaciones, escándalos y traiciones, y cómo estos afectan a cada uno de los miembros de la familia y sus relaciones entre sí.
Centrado en el mundo de la moda en Los Ángeles, la empresa "Forrester Creations", es la casa de moda de estreno en la ciudad creada gracias a la brillantez en diseño de Eric Forrester y el dinero y gracia social de su esposa Stephanie Douglas-Forrester, una mujer con carácter fuerte e hija del acaudalado empresario John Douglas. Con el paso del tiempo, la pareja gana reconocimiento internacional, fama y riqueza con su trabajo y poco después le dan la bienvenida a sus cuatro hijos: Ridge Forrester, Thorne Forrester, Kristen Forrester y Felicia Forrester, a quienes educan en un ambiente feliz y cariñoso. 
Sin embargo conforme van creciendo el matrimonio tiene que enfrentarse ante los altibajos que se les van presentando, así como a las vidas tormentosas de cada uno de sus hijos, a quienes se les unen sus medios hermanos Rick Forrester, Angela Forrester, Bridget Forrester y Marcus Forrester y quienes en algún momento han compartido entre ellos a amantes y esposos (as).
- Ridge Forrester, es el hijo mayor, arrogante y favorito (más tarde se revela que es hijo de Stephanie y Massimo Marone).
- Thorne Forrester, es el hijo más joven al que suelen descuidar.
- Kristen Forrester, es la hija mayor, dulce pero sexualmente frígida.
- Felicia Forrester, es la hija alocada y salvaje.
- Eric "Rick" Forrester, Jr., el hijo de Eric Forrester y Brooke Logan.
- Bridget Forrester, la hija de Eric Forrester y Brooke Logan.
- Angela Forrester.
- Marcus Forrester, el hijo biológico de Donna Logan y Justin Barber, e hijo adoptivo de Eric Forrester.

Y en el centro de todos ellos, se encuentra la familia Logan, conformada por Beth y sus tres hijas Brooke, Donna y Katie.
- Elizabeth "Beth" Logan, la matriarca de la familia, quien siempre ha estado enamorada de Eric Forrster.
- Brooke Logan, la voluntariosa y sexualmente promiscua hija mayor.
- Donna Logan, la modelo.
- Katherine "Katie" Logan, la hija que siempre se ha sentido eclipsada.

## Personajes

### Personajes principales
| Actor                    | Personaje                   | Trabajo                                | Temporada                                                       |
| ------------------------ | --------------------------- | -------------------------------------- | --------------------------------------------------------------- |
| Katherine Kelly Lang     | Brooke Logan                | Empresaria                             | 1987-presente                                                   |
| John McCook              | Eric Forrester              | Empresario                             | 1987-presente                                                   |
| Heather Tom              | Katie Logan-Spencer         | Empresaria                             | 1987-1989, 1991, 1994-1998, 2000-2001, 2003-2004, 2007-presente |
| Thorsten Kaye            | Ridge Forrester             | Empresario & Diseñador de Modas        | 1987-2012, 2013-presente                                        |
| Jacob Young              | Eric "Rick" Forrester, Jr.  | CEO de Forrester Creations             | 1997-1999, 2011-presente                                        |
| Jacqueline M. Wood       | Steffy Forrester            | Empresaria & Modelo                    | 1999-2006, 2008-2013, 2015-presente                             |
| Kim Matula Annika Noelle | Hope Logan                  | Empresaria & Modelo                    | 2010-2014, 2015-2016, 2018-presente                             |
| Alley Mills              | Pamela "Pam" Douglas        | Recepcionista de "Forrester Creations" | 2006-presente                                                   |
| Don Diamont              | William "Bill" Spencer, Jr. | Empresario                             | 2009-presente                                                   |
| Scott Clifton            | William "Liam" Spencer      | Empresario                             | 2010-presente                                                   |
| Linsey Godfrey           | Caroline Spencer            | Diseñadora de Modas                    | 2012-presente                                                   |
| Darin Brooks             | Wyatt Spencer Fuller        | Empresario & Diseñador de Joyas        | 2013-presente                                                   |
| Rena Sofer               | Quinn Fuller                | Diseñadora de Joyas                    | 2013-presente                                                   |
| Karla Mosley             | Maya Avant                  | Actriz                                 | 2013-presente                                                   |
| Reign Edwards            | Nicole Avant                | Estudiante                             | 2015-presente                                                   |
| Pierson Fodé             | Thomas Forrester            | Empresario                             | 2015-presente                                                   |
| Rome Flynn               | Zende Forrester Dominguez   | Fotógrafo                              | 2015-presente                                                   |
| Felisha Cooper           | Sasha Thompson              | -                                      | 2015-presente                                                   |
| Anthony Turpel           | R.J. Forrester              | -                                      | 2016-presente                                                   |

### Personajes recurrentes
| Actor                 | Personaje              | Trabajo                            | Temporada                           |
| --------------------- | ---------------------- | ---------------------------------- | ----------------------------------- |
| Winsor Harmon         | Thorne Forrester       | Gerente de Forrester International | 1987-1989, 1989-1996, 1996-presente |
| Dan Martin            | Teniente Bradley Baker | Detective                          | 1997-presente                       |
| Jacqueline Hahn       | Caspary                | Doctora                            | 2005-presente                       |
| Aaron D. Spears       | Justin Barber          | Empresario                         | 2009-presente                       |
| Theodora Greece       | Allison Montgomery     | Asistente Ejecutiva                | 2011-presente                       |
| Zane Alexander Achor  | William "Will" Spencer | -                                  | 2012-presente                       |
| Dick Christie         | Charlie Webber         | Guardia de Seguridad               | 2013-presente                       |
| Lawrence Saint-Victor | Carter Walton          | Actor / Abogado                    | 2013-presente                       |
| Ashleigh Brewer       | Ivy Forrester          | Empresaria / Diseñadora de Joyas   | 2014-presente                       |
| Andrew Collins        | Jarrett Maxwell        | Reportero                          | 2004-presente                       |
| Anna Maria Horsford   | Vivienne Avant         | -                                  | 2015-presente                       |
| Obba Babatundé        | Julius Avant           | -                                  | 2015-presente                       |

### Antiguos personajes principales
| Actor                                                        | Personaje                   | Trabajo                                | Temporada                                            |
| ------------------------------------------------------------ | --------------------------- | -------------------------------------- | ---------------------------------------------------- |
| Lindsey Godfrey                                              | Caroline Spencer Jr.        | Empresaria                             | 1987-2018                                            |
| Robin Riker Nancy Burnett Marla Adams Judith Baldwin         | Elizabeth "Beth" Logan      | -                                      | 2008-2010 1987-1990, 1994, 1996-1998, 2001 1991 1987 |
| Hunter Tylo Sherilyn Wolter                                  | Taylor Hayes                | Doctora                                | 1990-2002, 2004-2014 1990                            |
| Jennifer Gareis                                              | Donna Logan                 | Recepcionista de "Forrester Creations" | 1987-1991, 1994-1996, 2001, 2006-2016                |
| Ashley Jones Emily Harrison Jennifer Finnigan Agnes Bruckner | Bridget Forrester           | -                                      | 2004-2013, 2015-2016 2004 2000-2004 1997-2000        |
| Lesli Kay Colleen Dion-Scotti                                | Felicia Forrester           | -                                      | 2005-2014, 2016 1990-1992, 1997, 2004                |
| Sean Kanan                                                   | Deacon Sharpe               | Empresario / Bartender                 | 2000-2005, 2012, 2014-2016                           |
| Texas Battle                                                 | Marcus Forrester            | Ejecutivo                              | 2008-2013                                            |
| Tracy Melchior Teri Ann Linn                                 | Kristen Forrester-Domínguez | -                                      | 2001-2009, 2012, 2013 1987-1990, 199X-1994           |
| Kristolyn Lloyd                                              | Dayzee Leigh-Forrester      | Dueña del Café                         | 2010-2013                                            |
| Ashlyn Pearce                                                | Alexandria "Aly" Forrester  | -                                      | 2006-2007, 2013-2015                                 |
| Paulo Benedeti                                               | Antonio "Tony" Domínguez    | -                                      | 2001-2002, 2012, 2013                                |
| Judith Borne                                                 | Angela Forrester            | -                                      | 1988-1989                                            |

### Antiguos personajes recurrentes
| Actor                  | Personaje        | Empleo            | Duración             |
| ---------------------- | ---------------- | ----------------- | -------------------- |
| Daniel McVicar         | Clarke Garrison  | Diseñador de Moda | 1987-1992, 1996-2009 |
| Adam Gregory           | Thomas Forrester | Empresario        | 1998-2014            |
| Zack Conroy            | Oliver Jones     | Fotógrafo         | 2010-2015            |
| Stephanie Wang         | Madison Lee      | -                 | 2007-2014            |
| Othello R. Clark       | Othello          | -                 | 2011-2015            |
| Jon Hensley            | Meade            | Doctor            | 2012-2013            |
| Rodney Saulsberry      | Anthony Wallace  | -                 | 2010-2013            |
| Andrés "Andy" Zuno     | Rafael           | -                 | 2013                 |
| Taja V. Simpson        | Adele            | -                 | 2012-2014            |
| Crystal Chappell       | Danielle Spencer | -                 | 2012-2013            |
| Scott Turner Schofield | Nick             | -                 | 2013                 |
| Ginger Siler           | Rosie Forrester  | -                 | 2011-2013            |
| Fred Willard           | John Forrester   | Vendedor          | 2014-2015            |
| Sandra Vergara         | Theresa Corazón  | -                 | 2013                 |
| Zach Rance             | Zach             | Empleado          | 2014-2015            |
| Jill Whelan            | Diane            | Consejera         | 2015                 |
| Chris McKenna          | Hayden           | Doctor            | 2016                 |

## Premios y nominaciones
Desde su debut la telenovela ha sido nominada a más de 277 premios y ha ganado casi 83 premios. 
Durante los últimos años la telenovela ha ganado premios como el "Daytime Emmy Award for Outstanding Drama Series" en el 2009, 2010 y 2011, por otro lado el equipo de redacción ganó el premio "Daytime Emmy Award for Outstanding Drama Series Writing Team" en el 2010 y el 2013, entre otros...
| Año  | Categoría                                        | Premio                  | Nominados (as)                                | Resultado |
| ---- | ------------------------------------------------ | ----------------------- | --------------------------------------------- | --------- |
| 2015 | Outstanding Supporting Actor in a Drama Series   | Daytime Emmy Award      | Scott Clifton                                 | Nominado  |
| 2014 | Outstanding Supporting Actor in a Drama Series   | Daytime Emmy Award      | Scott Clifton                                 | Nominado  |
| 2014 | Outstanding Younger Actress in a Drama Series    | Daytime Emmy Award      | Kim Matula                                    | Nominada  |
| 2014 | Outstanding Lead Actress in a Drama Series       | Daytime Emmy Award      | Heather Tom                                   | Nominada  |
| 2014 | Outstanding Lead Actress in a Drama Series       | Daytime Emmy Award      | Katherine Kelly Lang                          | Nominada  |
| 2013 | Outstanding Lead Actress in a Drama Series       | Daytime Emmy Award      | Heather Tom                                   | Ganó      |
| 2013 | Outstanding Supporting Actor in a Drama Series   | Daytime Emmy Award      | Scott Clifton                                 | Ganó      |
| 2013 | Outstanding Supporting Actress in a Drama Series | Daytime Emmy Award      | Katherine Kelly Lang                          | Nominada  |
| 2013 | Outstanding Younger Actress in a Drama Series    | Daytime Emmy Award      | Jacqueline MacInnes Wood                      | Nominada  |
| 2012 | Outstanding Lead Actor in a Drama Series         | Daytime Emmy Award      | John McCook                                   | Nominado  |
| 2012 | Outstanding Younger Actress in a Drama Series    | Daytime Emmy Award      | Jacqueline MacInnes Wood                      | Nominada  |
| 2011 | Outstanding Younger Actor in a Drama Series      | Daytime Emmy Award      | Scott Clifton                                 | Ganó      |
| 2005 | Outstanding Supporting Actor                     | Soap Opera Digest Award | Sean Kanan                                    | Nominado  |
| 2005 | Favorite Triangle                                | Soap Opera Digest Award | Katherine Kelly Lang, Ronn Moss & Jack Wagner | Nominados |
| 2003 | Outstanding Lead Actress                         | Soap Opera Digest Award | Katherine Kelly Lang                          | Nominada  |
| 2002 | America's Favorite Couple                        | Special Fan Award       | Katherine Kelly Lang & Sean Kanan             | Nominados |
| 2002 | Best Actress in a Daytime Serial                 | OFTA Television Award   | Katherine Kelly Lang                          | Nominada  |
| 2001 | Outstanding Lead Actor in a Drama Series         | Daytime Emmy Award      | John McCook                                   | Nominado  |
| 2001 | Outstanding Heroine                              | Soap Opera Digest Award | Katherine Kelly Lang                          | Nominada  |
| 1999 | Outstanding Younger Actor in a Drama Series      | Daytime Emmy Award      | Jacob Young                                   | Nominada  |
| 1998 | Outstanding Supporting Actor                     | Soap Opera Digest Award | John McCook                                   | Nominado  |
| 1995 | Hottest Soap Couple                              | Soap Opera Digest Award | Katherine Kelly Lang & Ronn Moss              | Nominados |
| 1994 | Hottest Female Star                              | Soap Opera Digest Award | Katherine Kelly Lang                          | Nominada  |
| 1994 | Outstanding Supporting Actor                     | Soap Opera Digest Award | John McCook                                   | Nominado  |
| 1993 | Hottest Female Star                              | Soap Opera Digest Award | Katherine Kelly Lang                          | Nominada  |
| 1991 | Outstanding Heroine: Daytime                     | Soap Opera Digest Award | Katherine Kelly Lang                          | Nominada  |

## Producción

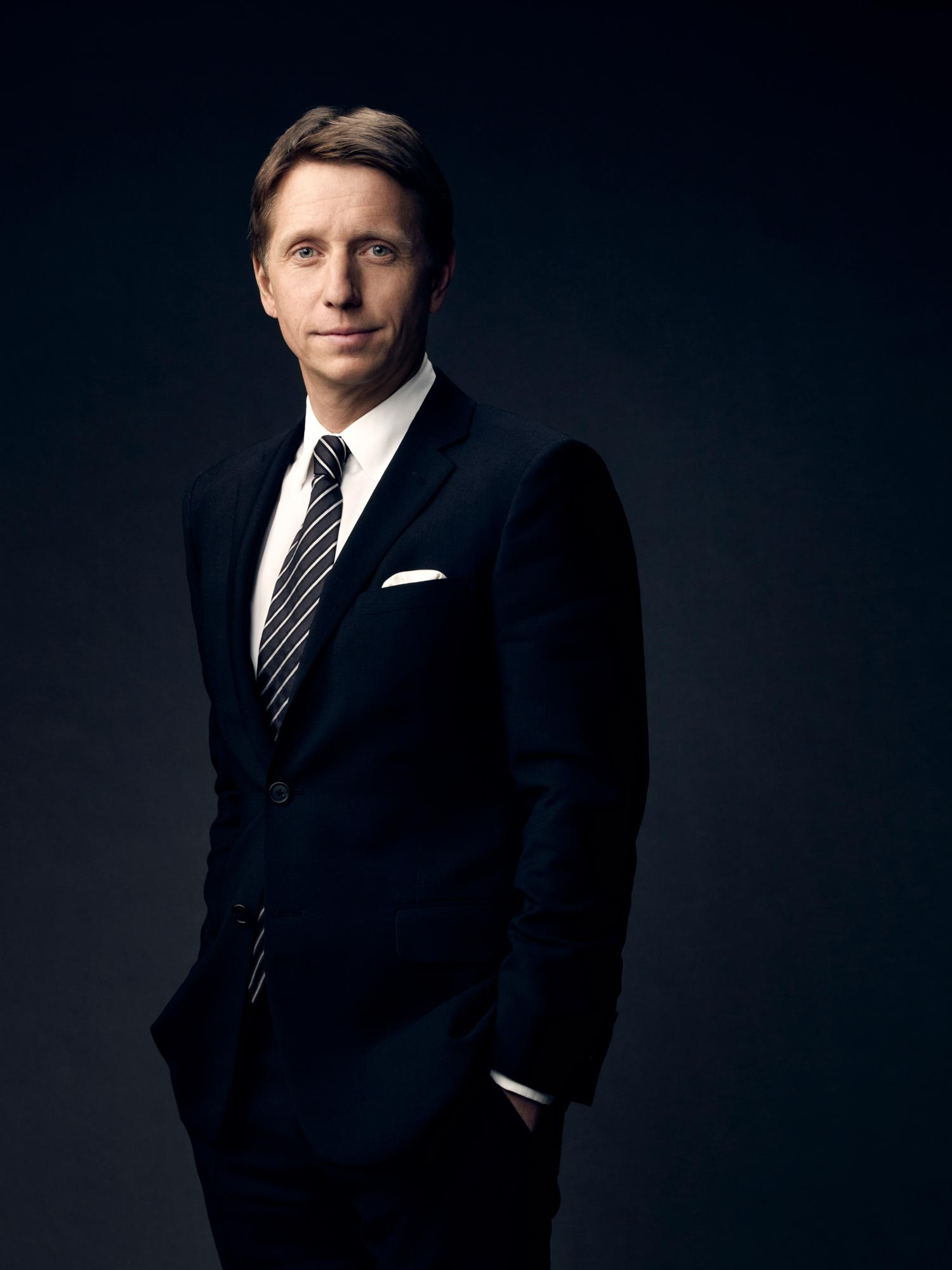
El productor Bradley Bell en el 2012.

La serie es escrita por Bradley Bell y Michael Minnis.
Desde su estreno la serie se ha convertido en una de las telenovelas más populares en el mundo, con una audiencia de casi 26,2 millones de espectadores. A partir del 2010 la serie se encuentra en segundo lugar en el "Nielsen Ratings" para telenovelas.
El 7 de septiembre del 2011 la serie cambió a alta definición, convirtiéndola en la segunda telenovela en hacer el cambio en ese momento. "The Bold and the Beautiful", fue la última telenovela americana en hacer la transición debido a la cancelación de "One Life to Live" de la ABC, antes de regresar con la serie "All My Children" el 29 de abril de 2013.

## Tema Musical
La música fue compuesta por Jack Allocco, David Kurtz y John Nordstrom.
La serie cuenta con la música "High Upon This Love" de Jack Allocco y David Kurtz.

## Crossovers
La telenovela ha tenido varios crossovers con otros programas de la CBS.
- The Young and the Restless
- The Price Is Right
- Let's Make a Deal
- Big Brother - Durante varios momentos en la telenovela, varios exintegrantes del programa han aparecido como estrellas invitadas.